# Chřipka
Chřipka je nakažlivá nemoc způsobená RNA virem z čeledi Orthomyxoviridae. Velikost tohoto viru je průměrně 90 nanometrů. Rychle se šíří světem v sezónních epidemiích, se značnými ekonomickými náklady kvůli výdajům na zdravotní péči a ztrátě produktivity. Primární genetické změny ve viru způsobily ve 20. století tři chřipkové epidemie nebo dokonce pandemie, kterým podlehly milióny lidí.
Latinský název chřipky – influenza (v angličtině obvykle zkracováno na flu) – pochází z italštiny a původně šlo o termín označující víru v nepříznivé astrologické vlivy, influentiae, coby příčiny nemocí.

## Typy
Existují tři základní typy chřipkových virů:
- chřipkové viry A, infikující savce a ptáky
- chřipkové viry B, infikující převážně jen lidi (ale například i fretky)
- chřipkové viry C, infikující lidi a prasata

Typ A chřipkového viru je typ nejvíc způsobující epidemie a pandemie. Je to proto, že tyto chřipkové viry mohou podstoupit výraznou antigenovou změnu, a tudíž najít nový imunitní cíl u citlivých lidí či svou změnou zcela znehodnotit imunizaci předchozími infekcemi, až se opět šíří jako v panenské populaci. Populace je obvykle víc odolná proti chřipkám typu B a C, protože tyto typy nemají takovou schopnost mutací a rekombinací a případný antigenový posun je obvykle nepatrný. To má též za následek, že člověk s nenarušeným imunitním systémem zpravidla může onemocnět viry typu B či C jen jednou za život.
Chřipkové viry typu A mohou být dál klasifikovány podle virových obalových glykoproteinů – hemaglutininu (zkratka HA nebo H) a neuraminidázy (zkratka NA nebo N) –, které jsou základní pro životní cyklus viru. Pro chřipkový vir typu A bylo identifikováno šestnáct podtypů H a devět podtypů N, zatímco jen 1 podtyp H a 1 podtyp N byly identifikovány pro chřipkový vir typu B. V současnosti jsou nejrozšířenější antigenové varianty chřipkového viru typu A variace H1N1 a H3N2.
Existují ještě další variace viru, a proto jsou specifické chřipkové kmenové oddíly identifikovány standardním názvoslovím specifikujícím typ viru, geografickou polohu prvního výskytu viru, rok izolování, pořadové číslo izolování a subtypy HA a NA (např. názvy „A/Moscow/10/99 (H3N2)“ či „B/Hongkong/330/2001“).

## Variabilita a rekombinace
U virů typu A se kromě vysoké mutagenity vyskytuje i nebezpečná možnost rekombinace: pokud dva různé subtypy viru napadnou tutéž buňku, mohou si prohodit část RNA a vytvořit radikálně odlišný virus se zcela novými vlastnostmi a schopnostmi. V tomto ohledu panují veliké obavy z kombinace většího množství vodního ptactva a drůbeže, kde se ptačí chřipka šíří nejsnáze, a také rozsáhlého chovu prasat na jednom území – prasata jsou infikovatelná jak savčími, tak i většinou typů ptačích chřipek (i těch, co většinu savců nenapadají), což zvyšuje pravděpodobnost nových, „radikálních“ konstrukcí viru, které by mohly být nebezpečné člověku.
Často se při klasifikaci nemocí odlišují viry tzv. ptačí chřipky – která napadá hlavně ptáky a savce jen omezeně, resp. téměř vůbec – od chřipek napadajících savce. Je zde ovšem vždy riziko mutace, které udělá z ptačí chřipky chřipku napadající i savce a člověka.
Dalším typem je koňská chřipka či psí chřipka. Podle symptomů je mylně za chřipku označována kočičí chřipka.

## Známé chřipkové epidemie a pandemie
Chřipkové viry pravidelně způsobují každoroční epidemii, která prochází napříč světem. Obvykle však jde o lehké formy onemocnění, které jen málokdy zabíjejí – a pokud ano, tak zpravidla pouze staré a oslabené lidi, většinou v řádech desetitisíců obětí na celém světě. Občas se však objeví rozsáhlá epidemie způsobená nebezpečnou variantou, tj. mutací, viru, která se vyznačuje nejen obvyklou velkou nakažlivostí, ale též vysokou smrtonosností. Ve 20. století bylo zaznamenáno několik větších epidemií chřipky. Nejznámější a nejsmrtelnější byla pandemie španělské chřipky (chřipka typu A, kmen H1N1), která trvala od roku 1918 do 1919, na konci první světové války, a usmrtila desítky miliónů lidí, zřejmě víc lidí, než padlo v té válce. Je považována za jednu z největších epidemií v historii; někteří vědci jí přisuzují absolutní rekord v počtu mrtvých lidí.
Hlavní epidemie:
- 1889–90 (podle některých zdrojů až 1891[4], resp. 1895[5]): ruská chřipka, asi 1 milion mrtvých[6] Původce nebyl prokázán. Od 50. let 20. století převažovala domněnka, že šlo o chřipku typu H2N2, seroarcheologická studie z roku 1999 tvrdila, že šlo o typ H3N8, a genetická virologická studie z roku 2005 zmínila, že je „lákavé spekulovat“ o tom, že nemuselo jít o chřipkový virus, ale mohlo jít o lidský koronavirus OC43 (HCoV-OC43);[7] k podobnému závěru dospěli i dánští vědci v roce 2020.[8]
- 1918–20: španělská chřipka (typ H1N1), 500 milionů nemocných a 20 až 100 milionů mrtvých[9][10] (pandemie)
- 1957–58: asijská chřipka (typ H2N2), 0,8 milionu až 1,5 milionu mrtvých (epidemie)[3]
- 1968–69: hongkongská chřipka (typ H3N2), 3/4 milionu až 1 milion zemřelých (epidemie)[11]
- 2009: mexická chřipka (H1N1, známa také jako prasečí chřipka)
- 2003–06: ptačí chřipka v Evropě (H5N1, vir přenosný na člověka)
- 2017: ptačí chřipka ČR (H5N8)

I přes vzniklou paniku v New Jersey v roce 1976 v období prasečí chřipky, celosvětový strach v roce 1977 v období ruské chřipky a též v Asii v roce 1997 při řádění ptačí chřipky nebyly od roku 1969 zaznamenány velké epidemie s vysokou mírou smrtnosti.

### Chřipkové epidemie v Česku
S chřipkou souvisí v ČR každoročně zhruba 2000 úmrtí. Při chřipkové epidemii v ČR roce 1995 nejsou přesné počty úmrtí na chřipku H3N2 známy, ale podle statistiky došlo k 6000 nadúmrtím, což bylo asi čtyřikrát více, než je běžný počet každoročních chřipkových úmrtí. Podle podrobnějších dat došlo v roce 1995 k 3041 případů úmrtí na zánět plic, přímo s chřipkou bylo oficiálně spojováno pouze 130 úmrtí. Přesto byla tato chřipková vlna v roce 2020 spojována s celkem 12 000 úmrtími (ve skutečnosti šlo o data z USA).

## Symptomy
Virus napadá dýchací systém, je přenášen z osoby na osobu kapičkami slin vznikajícími při kašlání, tj. vzduchem či kontaminovanými povrchy, a jeho symptomy jsou:
- horečka
- bolest hlavy
- únava (může být extrémní)
- suchý kašel
- bolest hrdla
- kýchání
- podrážděné oči
- bolesti těla
- extrémní pocit zimy

Poznámka: do klinického obrazu chřipky nepatří rýma.
Důsledky chřipky jsou mnohem horší a trvají déle než důsledky nachlazení. Léčení trvá jeden až dva týdny. Chřipka může být smrtelná, zejména pro slabé, staré nebo chronicky choré lidi. Některé chřipkové pandemie měly milióny obětí.
Většina lidí, kteří dostanou chřipku, se zotaví během jednoho až dvou týdnů, ale jiným se vyvinou život ohrožující komplikace, jako je např. zápal plic. Jen v USA dostanou chřipku každý rok milióny lidí, tj. zhruba 10–20 % obyvatel. V USA podlehne chřipce ročně průměrně asi 36 000 lidí a 114 000 lidí ročně je kvůli chřipce hospitalizováno. V České republice zasáhne chřipka každý rok třetinu populace, avšak lékařskou pomoc vyhledá 10–15 %, tj. 1–1,5 milionu osob. Z tohoto počtu je s vážnou chřipkou hospitalizováno asi jen 1 %, tj. 10–15 tisíc. V rámci EU letalita chřipky koreluje dlouhodobě mezi 0,1–0,4. V České republice koreluje mezi 0,15–0,25 tzn. že každý rok zemře "na chřipku" (v souvislosti s chřipkou) asi 1500–2500 lidí. Ve statistice SZÚ na chřipku jako primární příčinu úmrtí zemře jen desetina. 
I zdraví lidé mohou být postiženi a vážné problémy z chřipky mohou nastat v každém věku, přestože nejčastěji prochází komplikovaným průběhem nemoci lidé starší 65 let, lidé každého věku s chronickými zdravotními obtížemi a velmi malé děti. Zápal plic, bronchitida (zánět průdušek), sinusitida (zánět nosních dutin) a ušní infekce jsou hlavní příklady komplikací z chřipky.
Chřipka může zhoršit chronické zdravotní problémy – např. lidé s astmatem mohou mít častější astmatické záchvaty a lidem s chronickou srdeční poruchou se může výkon srdce zhoršovat.

## Variabilita
Chřipka je extrémně variabilní nákaza – podobné viry se našly u prasat a domácí drůbeže. V místech, kde je vysoká koncentrace lidí, prasat a ptáků v těsné blízkosti, např. v některých částech Asie, umožňují současné infekce různých živočišných druhů výměnu genetického materiálu mezi různými kmeny chřipky. To se ukazuje být hlavní příčinou způsobující růst nových nakažlivých kmenů chřipky. Předpokládá se, že dříve či později vznikne rekombinace, která vyprodukuje kmen chřipky tak ničivý, jako byl virus španělské chřipky v roce 1918.
Na konci roku 1997 nový kmen ptačí chřipky, pocházející z kuřat, infikoval v Hongkongu osmnáct lidí, z toho šest nemoci podlehlo. Tento kmen není snadno přenositelný z člověka na člověka, ale vysoká míra smrtnosti a možnost další rekombinace vedoucí ke zvýšení nakažlivosti znamenaly, že riziko bylo považováno za natolik vážné, že byla likvidována všechna domácí drůbež v Hongkongu. Ptačí chřipka přenosná na lidi se znovu objevila v lednu 2004 v Kambodži, Vietnamu a Thajsku.
Průměrná doba léčení chřipky je jeden až dva týdny, průběh ovšem záleží především na síle imunitního systému každého jedince.

## Chřipková sezóna
Chřipka se vyskytuje především v zimě, a protože na severní a jižní polokouli panuje zima v různých obdobích roku, existují každý rok dvě chřipkové sezóny. Hope-Simpson v roce 1981 objevil, že propuknutí chřipky jsou globálně všudypřítomná a vyskytují se trvale šest měsíců po době maximálního slunečního záření v oblasti. Proto Světová zdravotnická organizace (WHO) podporuje každý rok výrobu dvou vakcínových přípravků, jeden pro severní a druhý pro jižní polokouli Země. Sezonní výskyt chřipky možná tak souvisí i se skutečností, že jedním z rizikových faktorů pro toto onemocnění je nízká hladina aktivních metabolitů vitamínu D v krvi,[zdroj?] který má prokazatelně imunoprotektivní účinky a jehož zdrojem je právě sluneční záření.
Sezónní chřipka zabije na světě ročně statisíce lidí a například v USA desetitisíce lidí.
I když většina výskytů chřipky na severní polokouli vrcholí v lednu nebo v únoru, není tomu tak vždy. Například chřipková pandemie v létech 1918–19 dosáhla i celosvětového vrcholu během konce jara a léta (ovšem nejvíce zabíjela vlna v listopadu 1918); tehdy ale hrály role také oslabení (u vojáků chemická válka) a podvýživa lidí způsobená první světovou válkou. Zhruba polovina obětí byla také nezvykle mezi 20 a 40 lety věku.
Podle analýzy genetických dat chřipky z roku 1918 může současná sezónní chřipka pocházet z virů tehdejší pandemie chřipky. Pokud je tato nová teorie správná, je v rozporu s jinými hypotézami, které tvrdily, že dnešní sezónní chřipka se objevila prostřednictvím různých virů sdílejících svůj genetický kód.
Není zcela jasné, proč je intenzita výskytu chřipky sezónní, a ne rovnoměrná během roku. Jedno možné vysvětlení je, že lidé jsou v zimě méně venku a jsou častěji v blízkém kontaktu, což je příčinou snazší nákazy.[zdroj?] Další možné vysvětlení je, že chlad oslabuje imunitní systém. Nejpravděpodobnější příčinou sezón je nízká vlhkost vzduchu v chladném období, která způsobuje snazší vznášení infekčních částic a přežívání na površích. Chřipková sezona tak není přítomna u rovníku. Například v Hongkongu existují dvě maxima a lze pozorovat sníženou přenositelnost chřipky v době vyšších koncentrací přízemního ozonu.

## Prevence
Očkování proti chřipce je pouze jedním ze způsobů obrany proti tomuto onemocnění. V porovnání s jinými očkováními je vakcína proti chřipce relativně málo efektivní (účinnost cca 50 %) a má krátkou dobu účinnosti (pokles i o 11 % za měsíc), zpravidla se uvádí jeden rok. Kvůli nízké efektivitě bývají očkovány většinou pouze ohrožené skupiny pacientů, zejména starší lidé, kardiaci, diabetici a jiné ohrožené skupiny. Tato omezení jsou dána především vysokou mírou mutace povrchových antigenů viru chřipky. Každoročně je proto vyvíjena nová vakcína proti subtypu viru chřipky, jehož výskyt má být podle výpočtů danou sezónu dominantní. V posledních letech se však usiluje o vývoj tak zvaných „broadly neutralizing antibodies“, tedy protilátek neutralizujících široké spektrum antigenů. Rozdíl oproti běžným protilátkám proti chřipce je v tom, že tyto bnAbs jsou cíleny proti kmenové části molekuly hemagglutininu, která je evolučně vysoce konzervovaná a je tudíž společná pro většinu subtypů chřipkového viru. Produkce takových protilátek byla ve studii z roku 2015 vyvolána jako reakce na podání molekul hemagglutininu redukovaných právě pouze na kmen. Hemagglutinové kmeny při imunizaci myší prokázaly schopnost vyvolat produkci protilátek proti H1, H3, H5, H7 a H9. Kromě toho bylo prokázáno, že pokud jsou tyto mini-HA podány do organismu v podobě trimeru (tedy tak, jak se vyskytují v nativní formě molekuly HA), účinnost vakcinace výrazně stoupá. Naproti tomu podání monomerů mini-HA v případě některých subtypů viru chřipky (H5N1) dokonce nevedlo k imunizaci zvířete proti danému onemocnění . Přesto lze říci, že využití bnAb pro zvýšení účinnosti očkování je velmi slibné.
U dospělých a dětí starších 6 let začne vakcína účinkovat 14 dnů po podání první dávky. Dětem mladším 6 let, pokud jsou očkovány poprvé, musí být aplikována ještě 2. dávka po 4 týdnech. Přeočkování je třeba provádět každý rok, protože jednotlivé kmeny chřipky se neustále mění. Co se týká nežádoucích účinků, řadí se očkování proti chřipce mezi ty nejbezpečnější. Ve výjimečných případech se může objevit zarudnutí v místě vpichu nebo malátnost, ale oba příznaky odezní nejpozději do 3 dnů. Očkování je vhodné i pro děti od 6 měsíců a také pro nastávající rodičky. Po očkovaní je vhodné podporovat vlastní imunitu.
Prevencí je otužování,[zdroj?] saunování,[zdroj?] zvyšování fyzické kondice, dodržování zásad chřipkové hygieny a zdravé životosprávy a též příjem zdravé stravy, resp. chybějících živin formou suplementů.[zdroj?] Důležitou roli v prevenci chřipky a dalších akutních respiračních infekcí hraje také vitamín D (viz článek Vitamín D a chřipka). Je třeba také doplňovat vitamín C, bioflavonoidy, antioxidanty, jód a zinek. Z rostlin zvyšují odolnost hořké byliny (vachta, zeměžluč aj.), třezalka, květ černého bezu a právě ovoce s vyšším obsahem flavonoidů, vitamínu C a jódu.

### Hlavní zásady chřipkové hygieny a prevence
- Vyhýbat se kontaktu s nemocnými lidmi.
- Nechodit na místa s velkou koncentrací lidí.
- Mýt si ruce pravidelně a opakovaně. (Mytím rukou mýdlem pod tekoucí teplou vodou se snižuje pravděpodobnost onemocnění. Pokud není voda a mýdlo k dispozici, doporučuje se použít dezinfekční gely na ruce na alkoholové bázi.)
- Při kašli a kýchání si kapesníkem vždy zakrývat nos a ústa. Po použití kapesník zahodit do odpadkového koše, nevracet jej do kapsy.
- Pokud není k dispozici kapesník, kýchat do rukávu nebo jiné části oděvu.
- Nepůjčovat si od ostatních mobilní telefony, sklenice, příbory, u dětí hračky apod.
- Při příjezdu z rizikových oblastí a s příznaky chřipky (nebo se příznaky objeví do sedmi dnů po příjezdu) kontaktovat neprodleně lékaře.
- Při onemocnění kontaktovat lékaře, nechodit mezi lidi, zůstat izolován doma.
- Nezdravit se podáváním ruky a líbáním.
- Nedotýkat se rukama obličeje a nemnout si oči, sníží se tím riziko přenosu viru prostřednictvím rukou z kontaminovaných předmětů.
- Zvýšit přísun vitamínů – jíst více ovoce a zeleniny.
- V případě onemocnění chránit své blízké, nosit doma roušku a mýt si ruce.
- Chránit se před nemocnou osobou např. v práci, doma či v prostředcích městské hromadné dopravy lze nošením roušky, řádným mytím nádobí a rukou.
- Je třeba řádně léčit také doprovodné infekce (rýmu, zápal průdušek aj.).
- Nemocné zaměstnance posílat domů. Nemocné děti také – nebo pro ně alespoň v každé škole zřídit karanténní třídy.
- Pořídit si vlhkoměr a udržovat vlhkost vzduchu na 50 % – zejména by neměla klesnout pod 40 %. Většina onemocnění horních cest dýchacích začíná oslabením sliznic působením suchého vzduchu.
- Zajímat se o zdravotní problematiku, samostudium a všestranné sebevzdělávání.
- Ve svém okolí šířit protichřipkovou osvětu.

(Převážně podle Světové zdravotnické organizace WHO.)[zdroj?]

## Léčení
Základem terapie chřipky je symptomatická terapie, tedy především úleva nemocnému od nepříjemných projevů a ponechání imunitního systému, ať infekci odstraní. V léčbě se používají především léky snižující horečku a působící proti bolesti (tzv. antipyretika – např. paracetamol). Důležitý je také klid na lůžku a dostatečný příjem tekutin.
Protože v nepříznivých případech může probíhat chřipka poměrně těžce, vědci hledají i specifický lék proti chřipce. V současnosti se používají dvě skupiny léků ze skupiny antivirotik. Starší skupinou jsou léky, které blokují povrchový protein (M2 protein) chřipkového viru, a tím mu pravděpodobně zabraňují v přenosu nukleové kyseliny do napadené buňky. Do skupiny blokátorů M2 proteinu patří amantadin a rimantadin. Tyto léky lze podávat i preventivně, mají ale četné nežádoucí účinky. Novější skupinou jsou inhibitory neuraminidázy, které zablokují uvolňování virů chřipky z již postižených buněk. Do této skupiny léků patří oseltamivir a zanamivir.
Uvedené inhibitory neuraminidáz jsou dobře snášeny a mají minimální procento kontraindikací. Ke vzniku rezistence dochází zřídka. Pokud je odůvodněná profylaxe chřipky, což nastává především u rizikových osob, aplikují se všechny uvedené preparáty v poloviční dávce. Světová zdravotnická organizace doporučuje, aby se v případě potřeby protichřipkových antivirotik dávala přednost inhibitorům neuraminidáz a amantadinové přípravky se podávaly pouze v případě, že inhibitory neuraminidáz nejsou dostupné.
Tradičně se používá i celá řada bylinných preparátů, např. čaj z lípy, bezu nebo máty. Využívá se i řada dalších postupů, oblíbeným a známým prostředkem je černý čaj s medem a citrónem.
Doplňkovou terapii proti chřipce představuje léčba bioflavonoidy.[zdroj?] Jejich nejcennějšími zdroji jsou ostružiny, maliny, brusinky, borůvky, granátová jablka, šípky, černý rybíz, jeřabiny, aronie, rajčata, citróny a pomeranče (i s bílou částí kůry), grepy (zejména červené), červené víno (přičemž obsah alkoholu je pro nemocné třeba snížit převařením nebo zakoupením tablet s vinným barvivem) či kořen lékořice.
Přírodní terapií zejména při horečkách je vodoléčba,[zdroj?] zejména léčba mokrými zábaly. Klasické návody na léčení vodou vycházejí ze zkušeností Vincenze Priessnitze a Sebastiana Kneippa.